# Bassania annulifera
Bassania annulifera är en fjärilsart som beskrevs av W. Warren 1907. Bassania annulifera ingår i släktet Bassania och familjen mätare. Inga underarter finns listade i Catalogue of Life.